# Ryszard Grzegorczyk
Pour les articles homonymes, voir Grzegorczyk.
Ryszard Grzegorczyk ou Richard Gregorczyk, né le 20 septembre 1939 à Beuthen dans l'État libre de Prusse (aujourd'hui Bytom en Pologne) et mort le 5 novembre 2021 à Katowice, est un footballeur international polonais. Il a évolué comme milieu de terrain au Polonia Bytom puis comme milieu de terrain et arrière latéral au RC Lens avant de se reconvertir comme entraîneur.
Ryszard Grzegorczyk commence sa carrière de footballeur professionnel au Polonia Bytom. Au sein du club, il joue en première division polonaise et obtient un titre de champion de Pologne, en 1962. Il intègre également l'équipe nationale et dispute 23 rencontres pour 2 buts. Rejoignant la France en 1971, il s'engage au RC Lens, évoluant en deuxième division. Champion de France de D2 en 1973, Grzegorczyk évolue ensuite en première division pour ses deux dernières saisons en professionnel. Il est finaliste de la Coupe de France avec Lens en 1975, perdue face à l'AS Saint-Étienne.

## Biographie

### Carrière de joueur
Dans sa jeunesse, Ryszard Grzegorczyk pratique le hockey sur glace avant de passer au football sous l'impulsion d'un entraîneur du Polonia Bytom, Józef Słonecki. Au sein du club polonais, Grzegorczyk est un meneur de jeu et également un leader en dehors du terrain. À l'aise au niveau technique, il tire les coups de pied arrêtés de son équipe. Il remporte avec son club le titre national en 1962 et est vice-champion en 1958, 1959 et 1961.
Repéré par Henri Trannin, recruteur du Racing Club de Lens, Grzegorczyk quitte la Pologne pour la France en 1971 pour s'engager avec le club lensois alors en deuxième division, rejoignant ainsi son compatriote Eugeniusz Faber. Pour sa première saison, il atteint avec son club la demi-finale de la Coupe de France. Opposé en match aller-retour au Sporting Étoile Club Bastia, Lens est battu à l'aller en Corse 3-0. La victoire au retour au stade Bollaert 2-0 ne suffit pas à empêcher l'élimination des Lensois,. En 1973, l'équipe de Lens prend la tête du groupe A à l'issue de la dernière journée aux dépens de Boulogne, parvient à remporter le titre de champion et est promue en première division. Cette équipe est surnommée « l'équipe des Polonais » en raison de la présence de plusieurs joueurs de nationalité polonaise et de descendants d'immigrants polonais. Les chefs de file en sont Faber et Grzegorczyk.
La saison 1974-1975 du RC Lens est marquée par son parcours en Coupe de France. Lens atteint la finale pour la deuxième fois après 1948 en ayant notamment battu le Paris Saint-Germain en demi-finale. Cette rencontre, disputée au stade Auguste-Delaune de Reims voit Lens s'imposer 3-2 en prolongations à la suite d'un doublé de Faber et d'une réalisation de Casimir Zuraszek,,. En finale, Grzegorczyk et ses coéquipiers sont dominés 2-0 par l'AS Saint-Étienne, qui finit également championne de France cette saison, sur deux buts d'Oswaldo Piazza et Jean-Michel Larqué. Lors de son passage à Lens, Grzegorczyk est surnommé Richou en raison de son prénom et de la « richesse » de sa personnalité. Selon son entraîneur à Lens Arnold Sowinski, le poste lui correspondant le mieux sur le terrain est celui de milieu de terrain. Sa polyvalence l'amène cependant à pouvoir occuper également le poste d'arrière latéral, ce qui se produit lors de la saison 1974-1975.

#### En sélection
Grzegorczyk intègre l'équipe nationale en 1960. Après avoir été membre de la sélection polonaise qualifiée pour les Jeux olympiques de 1960 disputés à Rome sans entrer en jeu, sa première sélection a lieu le 28 septembre 1960 contre la France. Le match se termine sur un nul 2-2. Sa dernière sélection se déroule le 17 novembre 1966 contre la Roumanie pour une victoire roumaine 4-3. Il dispute avec sa sélection 23 rencontres et inscrit 2 buts.

### Après-carrière
À la fin de sa carrière, Grzegorczyk rentre en Pologne et exerce le métier d'entraîneur.

## Palmarès
Avec le Polonia Bytom, Ryszard Grzegorczyk est champion de Pologne en 1962. Avec le RC Lens, il est champion de France de deuxième division en 1973 et finaliste de la Coupe de France en 1975.

## Statistiques
| Saison                | Club                  | Championnat           | Championnat | Championnat | Coupe(s) nationale(s) | Coupe(s) nationale(s) | Total | Total |
| Saison                | Club                  | Division              | M.          | B.          | M.                    | B.                    | M.    | B.    |
| 1971-1972             | Racing Club de Lens   | National              | 9           | 0           | -                     | -                     | 9     | 0     |
| 1972-1973             | Racing Club de Lens   | Division 2            | 30          | 2           | -                     | -                     | 30    | 2     |
| 1973-1974             | Racing Club de Lens   | Division 1            | 31          | 0           | -                     | -                     | 31    | 0     |
| 1974-1975             | Racing Club de Lens   | Division 1            | 22          | 0           | -                     | -                     | 22    | 0     |
| Total sur la carrière | Total sur la carrière | Total sur la carrière | 92          | 2           | -                     | -                     | 92    | 2     |